# Mallinathapura, Piriyapatna
Mallinathapura là một làng thuộc tehsil Piriyapatna, huyện Mysore, bang Karnataka, Ấn Độ.